# 在日アルバニア人
在日アルバニア人（ざいにちアルバニアじん）は、日本に一定期間在住するアルバニア国籍の人々である。

## 統計
日本の法務省の在留外国人統計によると、2018年6月末時点で在日アルバニア人は89人である。
在留資格別（3位まで）
| 順位 | 在留資格         | 人数 |
| ---- | ---------------- | ---- |
| 1    | 永住者           | 38   |
| 2    | 留学             | 14   |
| 3    | 日本人の配偶者等 | 14   |

都道府県別（3位まで）
| 順位 | 都道府県 | 人数 |
| ---- | -------- | ---- |
| 1    | 東京     | 20   |
| 2    | 福岡     | 9    |
| 3    | 愛知     | 8    |